# College Football

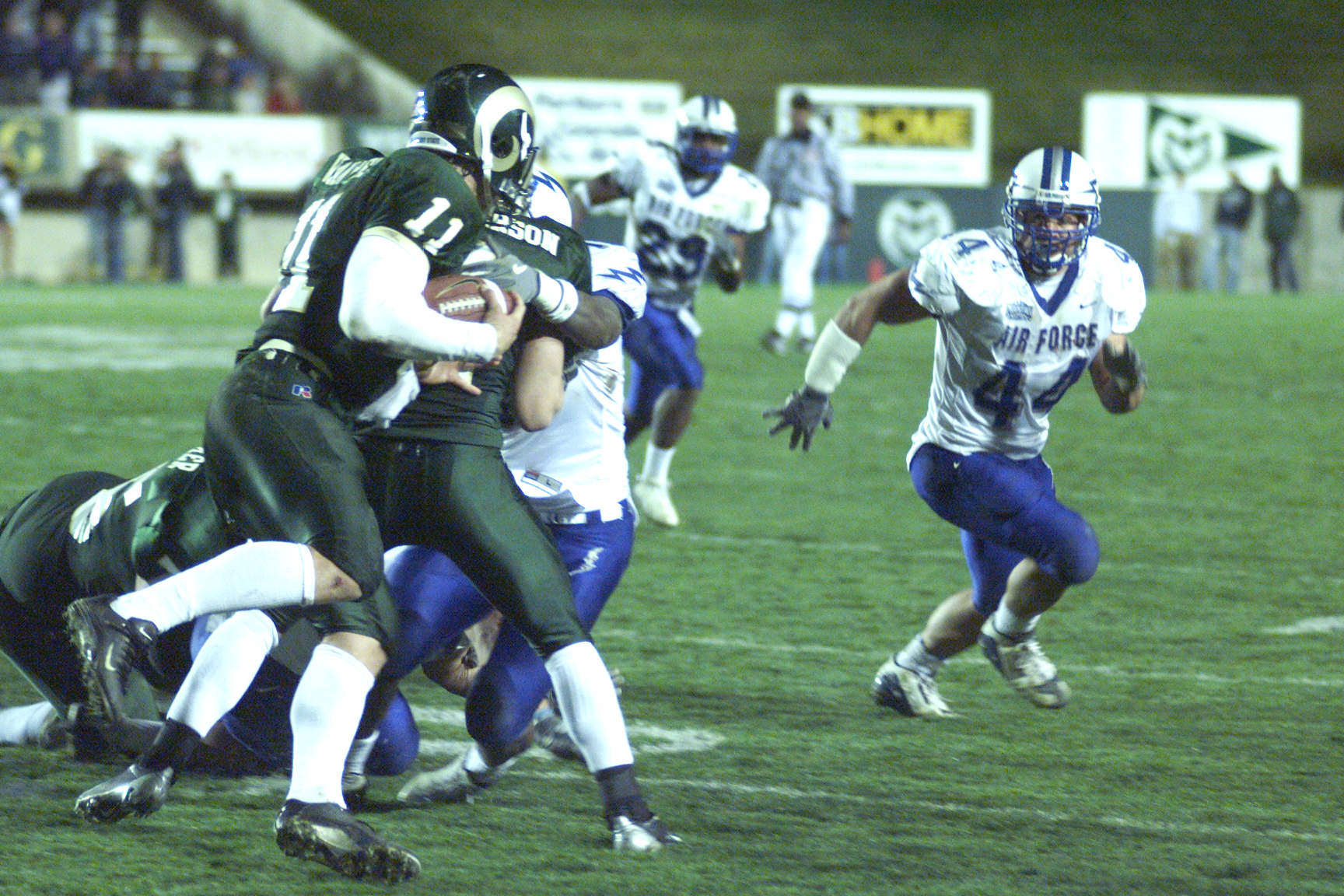
College-Football-Spiel zwischen den Colorado State Rams und den Air Force Falcons

Als College Football wird seit über 150 Jahren der American-Football-Spielbetrieb an Universitäten und Colleges in den USA und Kanada bezeichnet. Während heute der Profisport im medialen Fokus steht, spielt der College Football in den USA weiterhin eine zentrale Rolle; entscheidende Spiele ziehen mehr als 100.000 Zuschauer in die Stadien und mehrere Millionen Menschen verfolgen die Spiele im Fernsehen. Acht der zehn sportartenübergreifend größten Sportstadien der Welt sind dem College Football zuzuordnen, alle mit einer Kapazität von über 100.000 Zuschauern. Trotz des großen medialen Interesses durften College-Sportlern lange Zeit keine Gehälter gezahlt werden; lediglich Stipendien zur Deckung der Studienkosten waren erlaubt. Seit 2021 dürfen Athleten jedoch durch sogenannte NIL-Deals (Name, Image, Likeness) Einkommen erzielen, etwa durch Sponsoring oder Werbung. Zudem wurde 2024 ein Vergleich beschlossen, der es Universitäten erstmals erlaubt, Athleten direkt am Umsatz zu beteiligen.
Darüber hinaus ist der College Football die wesentliche Ausbildungsplattform für begabte Spieler, bevor die besten Spieler in den Profisport wechseln können. Im Gegensatz zu vielen anderen populären Sportarten in Nordamerika gibt es im American Football keine Ausbildungsteams der erfolgreichsten Franchises in niedrigeren Ligen, sodass der College Football häufig als die zweithöchste Spielklasse nach der National Football League (NFL) und vor dem Highschool-Football angesehen wird. Die Spieler verbleiben in der Regel drei oder vier Jahre im College Football, bevor sie mit dem Abschluss oder Abbruch ihres Studiums in den Profisport wechseln. Vor jeder Saison der NFL werden im Rahmen des NFL Drafts 256 Spieler direkt für die NFL-Profimannschaften verpflichtet. Nicht gedraftete Spieler haben als Free Agents darüber hinaus ebenfalls die Möglichkeit, ihre Spielerkarriere nach dem Universitätssport im Profi-Football fortzusetzen.
Die Anfänge und ersten Entwicklungen des American Footballs gehen im Wesentlichen auf den College Football zurück, der bereits in der zweiten Hälfte des 19. Jahrhunderts große Popularität in den Vereinigten Staaten erreichen konnte. Das Profitum im American Football entwickelte sich basierend auf den Regeln des College Football mit der Gründung der National Football League im Jahr 1920. Mit der erstmaligen Einführung abweichender Spielregeln für die Profimannschaften im Jahr 1933 begann schließlich eine separate Entwicklung.
Das Spielsystem des College Football ist historisch geprägt und aus europäischer Sicht gewöhnungsbedürftig. Der überwiegende Teil wird dabei während der Regular Season in regionalen Conferences ausgetragen, welche kleine Gruppen von bis zu zwölf Teams darstellen (siehe Abschnitt Struktur). Hierbei spielt aber nicht zwingend jedes Team gegen jedes andere Team seiner Conference, stattdessen werden aber teilweise Spiele gegen Teams einer anderen Conference ausgetragen. Mit dem Ende der Regular Season qualifizieren sich auf Basis eines komplizierten Systems die besten Teams für eine Vielzahl von untereinander unabhängigen Endspielen, den sogenannten Bowls. Zwischen 1998 und 2013 diente ein ausgewähltes Bowl-Spiel im Rahmen der Bowl Championship Series zugleich der Ermittlung des landesweiten Gesamtsiegers, des National Champions. Seit 2014 wurde in Anlehnung an die NFL ein Play-off-System im Rahmen der College Football Playoffs eingeführt, sodass seitdem erstmals zwei Spiele in der Post Season siegreich abgeschlossen werden müssen, um National Champion zu werden: Nach dem gewonnenen Bowl wird das College Football Playoff National Championship Game ausgetragen.
Der College Football wird im Wesentlichen von der National Collegiate Athletic Association (NCAA) veranstaltet, welche unter anderem die Spielregeln für den College Football verbindlich festlegt und die Division I, in welcher die größten und finanzstärksten Universitäten spielen, organisiert. Die NCAA Division I ist auf Druck der größten Programme, die sich in Eigenregie bedeutend gewinnbringender vermarkten können, in zwei Unterdivisionen unterteilt, die Football Bowl Subdivision und die Football Championship Subdivision (vorher Division I-A und I-AA). 2017/18 spielten 29029 Athleten für 254 Footballprogramme in der Division I und weitere annähernd 45000 in den unteren Divisionen.
Die kleinen und mittelgroßen Universitäten spielen nämlich meist in der Division II und Division III der NCAA (letztere ohne Stipendien), oder unter Obhut der National Association of Intercollegiate Athletics (NAIA) oder der National Junior College Athletic Association (NJCAA). Gelegentlich wird Football als Club Football von den Athleten auch selbst organisiert.
Um eine mediale Konkurrenz zwischen dem Profi-Football und dem College Football, deren Saisons beide traditionell im Herbst jedes Jahres ausgetragen werden, zu vermeiden, wurde im Jahr 1961 der Sports Broadcasting Act erlassen. Dieser regelt, dass zwischen Mitte September und Mitte Dezember an Sonnabenden keine Profispiele im US-amerikanischen Fernsehen übertragen werden dürfen. Traditionell gehört der Sonnabend somit dem College Football, während die Spiele der NFL sonntags (und einzelne Spiele zunehmend auch donnerstags und montags) ausgetragen werden.

## Geschichte
Der Ursprung des College Footballs wird allgemein zurückdatiert auf den 6. November 1869, als die Mannschaften der Universitäten von Rutgers und Princeton in New Brunswick (New Jersey) 6:4 spielten – nach Fußball-ähnlichen Regeln, denn American Football sollte erst noch erfunden werden.
Im Jahre 1874 trafen die Mannschaft der Harvard-Universität und das Rugby-Team der kanadischen McGill University aus Montréal aufeinander, in Spielen mit Kompromiss-Regeln. Aus diesem Denkanstoß entwickelten sich dann Canadian Football und American Football.
Die maßgebende Persönlichkeit beim American Football war dabei Walter Camp, der ab 1876 als Spieler, Trainer und Funktionär an der Yale-Universität dessen Entwicklung (und die anderer Sportarten) bis 1925 entscheidend prägte. So wurde die Spielerzahl auf elf festgelegt, der exklusive Ballbesitz für mindestens drei Versuche eingeführt und die Angriffsformation mit sieben Spielern an der Linie und vier im Rückraum üblich. Gespielt wurden ca. zehn Spiele von einschließlich September bis November, markiert durch die Feiertage Labor Day und Thanksgiving.
Camp stellte ebenfalls eine vielbeachtete „All America“-Auswahlmannschaft zusammen, die z. B. vom US-Präsidenten geehrt wird (siehe Filmszene in Forrest Gump). Die Spiele der Studenten an den „Ivy League“-Elite-Universitäten der Ostküste wurden populär, ab den 1890er Jahren waren 30.000 Zuschauer keine Ausnahme. Zu der Zeit gab es auch schon außeruniversitäre Wettkämpfe mit ersten professionellen Ansätzen, die jedoch noch mehrere Jahrzehnte lang im Schatten des College Footballs stehen sollten. Im Jahre 1902 wurde mit dem Rose Bowl in Pasadena die Tradition der Bowl-Spiele an Neujahr begründet. Ein Turnier zur Bestimmung eines Meisters wurde nie eingeführt; die „National Championship“-Ehren wurden durch Umfragen bei Trainer und Journalisten bestimmt, wobei öfter Uneinigkeit herrschte.
Zur gleichen Zeit war der Football allerdings bereits in einer anderen Krise, denn pro Jahr kamen mehr als ein Dutzend Spieler um, weil sie in Keil-Formationen miteinander verhakt aufeinander einstürmten. Der US-Präsident Theodore Roosevelt höchstpersönlich erzwang daraufhin Regeländerungen, die das Spiel sicherer machen sollten. Um das Jahr 1912 hatte der Football dann die heutige Form angenommen. Insbesondere die Einführung des Vorwärts-Passes markierte die Trennung vom Rugby endgültig. Ein Touchdown zählte fortan sechs Punkte. Die Spielfelddimensionen wurden an das neugebaute Stadion von Harvard angepasst.
Als wichtigste von diversen Auszeichnungen wird seit 1935 die Heisman Trophy an den besten Spieler eines Jahrgangs vergeben, zu deren Gewinnern auch O.J. Simpson gehörte. Eine weitere Auszeichnung ist der Jim Thorpe Award für den besten Defensive Back, der seit 1986 verliehen wird und nach Jim Thorpe benannt ist.

## Struktur
College Football wird an Hunderten von Universitäten gespielt, die von der NCAA in die Divisionen Division I – Bowl Subdivision (bis 2005: Division I-A), Division I – Championship Subdivision (bis 2005: I-AA), Division II und Division III eingeteilt werden. (Die traditionellen Bezeichnungen „I-A“ und „I-AA“ werden inoffiziell weiterhin gebraucht.) Die Elite-Universitäten der Ivy League, die in der Gründerzeit dominiert haben, konnten mit Dartmouth zuletzt 1925 eine (geteilte) Meisterschaft verzeichnen und sind sportlich bestenfalls noch zweitklassig (Div I-AA).
Die wichtigste Division I setzt sich aus 134 Mannschaften zusammen, die sich in Conferences zu meist zehn bis zwölf Teilnehmern zusammengeschlossen haben. Hier eine Auflistung ab der aktuelle Saison 2024:
- Pac-12 Conference (Oregon State Beavers, Washington State Cougars)
  - Die Pac-12 Conference verlor 10 der 12 Teams, die 2023 gespielt hatten, an andere Conferences. Die beiden verbleibenden Mitglieder sind eine Planungsallianz mit der Mountain West Conference für die Saison 2024 eingegangen.
  - Im Juli 2026 werden fünf Teams die Mountain West Conference verlassen und sich der Pac-12 anschließen: Boise State Broncos, Colorado State Rams, Fresno State Bulldogs, San Diego State Aztecs und Utah State Aggies.
- Big Ten Conference (Illinois Fighting Illini, Indiana Hoosiers, Iowa Hawkeyes, Maryland Terrapins, Michigan Wolverines, Michigan State Spartans, Minnesota Golden Gophers, Nebraska Cornhuskers, Northwestern Wildcats, Ohio State Buckeyes, Oregon Ducks, Penn State Nittany Lions, Purdue Boilermakers, Rutgers Scarlet Knights, UCLA Bruins, USC Trojans, Washington Huskies, Wisconsin Badgers)
- Big 12 Conference (Arizona Wildcats, Arizona State Sun Devils, Baylor Bears, BYU Cougars, Cincinnati Bearcats, Colorado Buffaloes, Houston Cougars, Iowa State Cyclones, Kansas Jayhawks, Kansas State Wildcats, Oklahoma State Cowboys, TCU Horned Frogs, Texas Tech Red Raiders, UCF Knights, Utah Utes, West Virginia Mountaineers)
- Atlantic Coast Conference (Notre Dame Fighting Irish, Boston College Eagles, California Golden Bears, Clemson Tigers, Duke Blue Devils, Florida State Seminoles, Georgia Tech Yellow Jackets, Louisville Cardinals, Miami Hurricanes, North Carolina Tar Heels, North Carolina State Wolfpack, Pittsburgh Panthers, SMU Mustangs, Stanford Cardinal, Syracuse Orange, Virginia Cavaliers, Virginia Tech Hokies, Wake Forest Demon Deacons)
  - Notre Dame ist kein ACC-Mitglied im Football, hat aber vereinbart, jedes Jahr fünf seiner zwölf regulären Saisonspiele gegen andere ACC-Mannschaften zu bestreiten.
- Southeastern Conference (Alabama Crimson Tide, Arkansas Razorbacks, Auburn Tigers, Florida Gators, Georgia Bulldogs, Kentucky Wildcats, LSU Tigers, Mississippi State Bulldogs, Missouri Tigers, Oklahoma Sooners, Ole Miss Rebels, South Carolina Gamecocks, Tennessee Volunteers, Texas Longhorns, Texas A&M Aggies, Vanderbilt Commodores)
- American Athletic Conference (Army Black Knights (nur Football), Charlotte 49ers, East Carolina Pirates, Florida Atlantic Owls, Memphis Tigers, Navy Midshipmen (nur Football), North Texas Mean Green, Rice Owls, South Florida Bulls, Temple Owls, Tulane Green Wave, Tulsa Golden Hurricane, UAB Blazers, UTSA Roadrunners)
- Mountain West Conference (Air Force Falcons, Boise State Broncos, Colorado State Rams, Fresno State Bulldogs, Hawaii Rainbow Warriors (nur Football), Nevada Wolf Pack, New Mexico Lobos, San Jose State Spartans, San Diego State Aztecs, UNLV Rebels, Utah State Aggies, Wyoming Cowboys)
  - Im Juli 2026 kommt es zu folgenden Änderungen bei der Mitgliedschaft:
    - Boise State, Colorado State, Fresno State, San Diego State und Utah State werden die Mountain West im Juli 2026 verlassen und der Pac-12 beitreten.
    - Hawaii, das seit 2012 nur Football-Mitglied der Mountain West ist, wird der Konferenz für alle Sportarten beitreten.
    - Northern Illinois wird ein reines Football-Mitglied.
    - UTEP wird die Conference USA verlassen, um der Mountain West beizutreten.
- Sun Belt Conference (Appalachian State Mountaineers, Arkansas State Red Wolves, Coastal Carolina Chanticleers, Georgia Southern Eagles, Georgia State Panthers, James Madison Dukes, Louisiana Ragin' Cajuns, Louisiana-Monroe Warhawks, Marshall Thundering Herd, Old Dominion Monarchs, South Alabama Jaguars, Southern Miss Golden Eagles, Texas State Bobcats, Troy Trojans)
- Conference USA (FIU Panthers, Jacksonville State Gamecocks, Kennesaw State Owls, Liberty Flames, Louisiana Tech Bulldogs, Middle Tennessee Blue Raiders, New Mexico State Aggies, Sam Houston Bearkats, UTEP Miners, Western Kentucky Hilltoppers)
  - Im Juli 2025 werden Delaware und Missouri State, die 2024 mit dem Übergang von der Division I FCS begonnen haben, der Conference USA beitreten.
  - Im Juli 2026 wird UTEP die Mountain West verlassen.
- Mid-American Conference (Akron Zips, Ball State Cardinals, Bowling Green Falcons, Buffalo Bulls, Central Michigan Chippewas, Eastern Michigan Eagles, Kent State Golden Flashes, Miami RedHawks, Northern Illinois Huskies, Ohio Bobcats, Toledo Rockets, Western Michigan Broncos)
  - Im Juli 2026 wird Northern Illinois ausschließlich für Football an der Mountain West Conference teilnehmen. Die zukünftige Zugehörigkeit der Universität zu anderen Sportarten muss noch geklärt werden.

Dazu kommen die NCAA Independents, die früher zahlreicher waren. Einige bekannte Universitäten (Pennsylvania State University, University of Miami) haben sich Ligen angeschlossen, andere sind ausgetreten. Als die „Big Ten“ elf Teams hatten, änderten sie ihr Logo, indem sie geschickt die „11“ unter dem T einfügten. Nachdem sie über 11 hinaus expandierten, änderten sie ihr Logo erneut in „B1G“ mit einem „G“ so gestaltet, dass es der Zahl 0 ähnelt. Derzeit sind drei Teams unabhängig in der Gestaltung ihres Spielplans. Diese sind neben den UConn Huskies, den UMass Minutemen, und traditionell auch die legendären Notre Dame Fighting Irish. UMass wird im Juli 2025 an der Mid-American Conference teilnehmen.
Diese Ligen sind reine Nachwuchsligen. Die Spieler, die in diesen spielen, bekommen kein Gehalt.

## Spieler

### Sportstipendien
Eine wichtige Unterscheidung ist die zwischen normalen Studenten, die teils hohe Studiengebühren bezahlen müssen und meist nur in den zweiten Mannschaften von Top-Colleges spielen, und denjenigen, denen ein Sportstipendium gewährt wird, womit diese Gebühren entfallen und zudem teils Kost und Logis, Büchergeld usw. enthalten ist. Die Colleges werben damit um talentierte Nachwuchsspieler. Die Anzahl und Kriterien solcher Stipendien, insbesondere Mindestleistungen in akademischen Fächern, wird von der NCAA festgelegt. 
Laut NCAA-Regularien müssen die Athletikabteilungen sich selbst finanzieren, in der Realität haben 2012 lediglich 23 von 340 Division I-Programmen das Steuerjahr mit schwarzen Zahlen abschließen können. Der durchschnittliche Verlust der restlichen Athletikprogramme betrug 7 Millionen US-Dollar. Mögliche Defizite werden so unter Umständen vom Steuerzahler oder den regulären Studenten, die Studiengebühren bezahlen, getragen. Vierstellige Beträge pro Studienjahr sind kein Einzelfall, an der Longwood University in Virginia beispielsweise erreichte 2010 der Anteil, den lokale Studenten für das Athletikprogramm zu entrichten hatten, einen Spitzenwert von über 20 % der Studiengebühren.
Akademische Elite-Unis wie Harvard University vergeben keine Sportstipendien, so dass kaum ein Absolvent später in einer Profiliga spielt, andererseits aber auch niemand einen Abschluss nur dank seines Sporttalents erhält.

### Jahre
Die Studenten spielen in der Regel vier Spieljahre am College. Jedes Spieljahr wird dabei gesondert benannt – ein Spieler im ersten Spieljahr wird Freshman genannt, im zweiten Jahr wird er zum Sophomore, im dritten und vierten Jahr zum Junior beziehungsweise Senior. In den Anfangsjahren des College Football betrug die Spieldauer in der Regel drei Jahre.
Spieler, die ein Studienjahr nicht aktiv waren und erst im zweiten Studienjahr in den Kader gelangten, werden Redshirt genannt. Spieler, die ihr Studium abbrechen und damit die Anzahl der Spieljahre verkürzen, werden als Underclassman bezeichnet. Das Risiko, ohne Studienabschluss die Schule zu verlassen, gehen in der Regel Spieler ein, die sich bereits nach drei Spieljahren Chancen ausrechnen, in der National Football League (NFL) einen Vertrag erhalten zu können.
Eine Verlängerung oder Wiederaufnahme des Studiums ist möglich. Die Spieldauer in der Footballmannschaft bleibt aber auf vier aktive Jahre beschränkt, womit auch die damit verbundenen Stipendien entfallen und Studiengebühren bezahlt werden müssen.

## Bowls & Meisterschaft
Da die Mannschaften ihre typischerweise zehn bis zwölf Spiele größtenteils unabhängig voneinander in ihren Conferences austragen, werden durch Umfragen bei Journalisten (Associated Press, United Press International), Trainern und anderen diverse Rankings der besten 25 Teams der USA erstellt.
Früher haben die Bowl-Veranstalter Einladungen zur Teilnahme an den inzwischen über 30 Spielen um den Jahreswechsel herum nach ihren Traditionen oder Verträgen und somit unkoordiniert verteilt. Im Rose Bowl etwa trat traditionsgemäß der Sieger der fernen Big Ten gegen den der heimischen Pac Ten an. So konnten an Neujahr 1902 die ungeschlagenen Michigan Wolverines durch einen Sieg gegen Stanford Cardinal die erste Meisterschaft für ein Nicht-Ivy-League-Team verbuchen.
Mehrfach konnten jedoch am Ende mehrere Teams (ungeschlagen oder auch mit einer Niederlage) die Meisterschaft beanspruchen. In den 1990er Jahren war dies dreimal der Fall, denn die bisherigen Kooperationen hatten kein Aufeinandertreffen der Favoriten ergeben. Seit 1998 sorgt eine als Bowl Championship Series (BCS) bezeichnete Absprache dafür, dass in den vier wichtigsten Spielen (Sugar Bowl, Rose Bowl, Fiesta Bowl, Orange Bowl) die Sieger ihrer traditionellen Partner (Pac-12, Big-12, Big-10, SEC, ACC, AAC) plus zwei weitere frei wählbare Mannschaften so verteilt werden, dass eine Entscheidung herbeigeführt wird. Zur BCS gehört neben diesen vier Spielen außerdem das BCS National Championship Game zur Ermittlung des Landesmeisters.
Trotzdem gab es zuletzt nach der Saison von 2003 eine geteilte Meisterschaft: Die LSU Tigers mit 13:1-Bilanz und Sugar-Bowl-Sieg wurden von der Bowl Championship Series (BCS) und ESPN favorisiert, während die USC Trojans mit 12:1 und Rose-Bowl-Sieg von Associated Press vorne gesehen wurden.
Seit 2014 wurden die College Football Playoffs eingeführt, bei dem die vier besten Mannschaften in zwei Halbfinalspielen und einem Finale aufeinanderzutreffen und den National Champion ermitteln.
Ab der Saison 2024 werden die Playoffs auf 12 Mannschaften erweitert. Zunächst treffen dann die im Ranking auf den Positionen fünf bis zwölf liegenden Mannschaften in vier Spielen aufeinander, deren Gewinner dann gegen die vier besten Mannschaften im Viertelfinale spielen. Die sechs teilnehmenden Bowls (Cotton Bowl, Fiesta Bowl, Orange Bowl, Peach Bowl, Rose Bowl und Sugar Bowl) tragen rotierend die Viertel- und Halbfinale aus, während das Endspiel an wechselndene Standorte vergeben wird.

## Kritik
Das System des College Football wurde in der Vergangenheit dafür kritisiert, dass die Colleges hohe Geldbeträge mit den Spielen und deren Vermarktung verdienen, ohne dass die Spieler, die formell Amateure sind, daran beteiligt sind. Aktive, die in verschiedener Form durch ihre Tätigkeit Geld oder Sachleistungen erhielten, wurden bestraft. Außerdem müssen Spieler die akademischen Voraussetzungen der Colleges z. T. faktisch nicht erfüllen, wenn sie zu den Spitzensportlern gehören. Durch die Vergabe von Sportstipendien werden, nach Ansicht von Kritikern, einseitig sportlich Begabte gegenüber anderweitig Begabten bevorzugt. Im Falle von Verletzungen genießen die Spieler, da sie formell lediglich ein Hobby ausüben, außerdem nicht denselben Schutz wie ein Angestellter. Ähnliche Vorwürfe wurden auch gegen andere Sportarten laut, die unter der Schirmherrschaft der NCAA an den Bildungseinrichtungen ausgeübt und vermarktet werden.